# Grün- und Parkflächen in Lörrach
Die Grün- und Parkflächen in Lörrach, Waldflächen, Gehölz sowie die Freizeitanlagen und Spielflächen umfassen 1737 Hektar, was bezogen auf die Einwohner von 49.295 (Ende 2020) einen Anteil von 352,36 Quadratmeter pro Einwohner ausmacht. Bezogen auf die Gesamtfläche der Stadt Lörrach machen diese Flächen 44,1 % aus. Allein die Waldfläche von 1559 Hektar macht fast 40 % aus. Damit gehört Lörrach im weltweiten Vergleich  zu den grünsten Städten.
Die Listen führen nur öffentlich zugängliche Anlagen. Im Lörracher Stadtgebiet verteilt befinden sich rund 10.000 Bäume, die sich auf die Arten Ahorn (20 %), Linde und Platane (je 7 %), Hainbuche (6 %), Esche (4 %) sowie Eiche und Birke (je 3 %) aufteilen. Für die Kontrolle, den Unterhalt und die Pflege der Grün- und Parkanlagen sowie der Friedhöfe ist der Eigenbetrieb der Stadt Lörrach Stadtgrün zuständig.
Eine Sonderstellung in den Lörracher Grünflächen nehmen die acht renaturierten rund 440 Hektar großen Landschaftsräume, die sich entlang des 9 Kilometer langen Flusslaufs der Wiese innerhalb der städtischen Gemarkung befinden. Sie tragen die Bezeichnung Landschaftspark Wiese II und bilden zusammen mit dem südlichen Landschaftspark Wiese I in Riehen, Basel und Weil am Rhein einen grenzüberschreitenden Erholungsraum. Zum Landschaftspark Wiese II zählen neben den Flussufern der Wiese diverse Randflächen, die an der Wiese angrenzen, unter anderem auch der Landschaftspark Grütt.

## Parks
| Name                 | Stadtbezirk (Lage)       | Größe (ha) | Kurzbeschreibung | Bild           |
| -------------------- | ------------------------ | ---------- | --- | -------------- |
| Aichelepark          | Lörrach Kernstadt (Lage) | 1,5        | Die in den 1870er Jahren errichtete Parkanlage gehörte zum Anwesen einer Fabrikanten-Familie und wurde 1959 der Öffentlichkeit zur Verfügung gestellt. Der bemerkenswerte Baumbestand ist bis zu 250 Jahre alt. | weitere Bilder |
| Grüttpark            | Lörrach-Nordstadt (Lage) | 51         | Der größte Park Lörrachs fungierte 1983 als Gelände der baden-württembergischen Landesgartenschau. Die naturnahen Binnengewässer einschließlich ihrer Ufervegetation sind gesetzlich geschützte Biotope. Außerdem ist der Park Standort mehrerer Kunstwerke im öffentlichen Raum und verfügt über diverse Sportanlagen. | weitere Bilder |
| Hebelpark            | Lörrach Kernstadt (Lage) | 0,35       | Der kleine Park in Lörrachs Innenstadt trägt den Namen des Heimatdichters Johann Peter Hebel, dessen Statue zum Gedenken 1910 im Park eröffnet wurde. | weitere Bilder |
| Rosenfelspark        | Lörrach Kernstadt (Lage) | 2,4        | Der Park verfügt über eine Konzertmuschel, die für Veranstaltungen genutzt wird. Im Nordteil befindet sich ein kleiner Tierpark und Beete des urbanen Gartenbaus. Der Park ist in östlicher Nachbarschaft zum Campus Rosenfels.                                                                                         | weitere Bilder |
| Schlosspark Brombach | Brombach (Lage)          | 0,2        | Parkanlage, die sich südlich am Brombacher Schloss befindet. Zu Weihnachten findet auf dem Parkgelände ein Weihnachtsmarkt statt. | weitere Bilder |

## Weitere Grünflächen
| Name                  | Stadtbezirk (Lage)       | Größe (ha) | Kurzbeschreibung | Bild |
| --------------------- | ------------------------ | ---------- | --- | ---- |
| Karl-Friedrich-Anlage | Lörrach Kernstadt (Lage) | 0,23       | 1909 wurde die Anlage errichtet und die ersten Bäume gepflanzt, 1911 wurde die Anlage nach dem Großherzog von Baden Karl Friedrich benannt. |      |

## Friedhöfe
| Name                               | Stadtbezirk (Lage)       | Größe (ha) | Jahr der Entstehung | Anmerkung | Bild                               |
| ---------------------------------- | ------------------------ | ---------- | ------------------- | --- | ---------------------------------- |
| Hauptfriedhof                      | Lörrach Kernstadt (Lage) | 11,06      | 1864                | | weitere Bilder                     |
| Friedhof Stetten                   | Lörrach-Stetten (Lage)   | 0,74       | 1822                | | weitere Bilder                     |
| Friedhof Tumringen                 | Lörrach-Tumringen (Lage) | 0,29       | 1865                | Ursprünglich war der Friedhof der Gemeinde um die Röttler Kirche.                                                                            | Friedhof Lörrach-Tumringen         |
| Friedhof Tüllingen                 | Lörrach-Tüllingen (Lage) | 0,11       | 1868                | Ursprünglich war der Friedhof an der Kirche St. Ottilien.                                                                                    |                                    |
| Friedhof Brombach                  | Lörrach-Brombach (Lage)  | 0,69       | 1864                | Der 1904 erweiterte Friedhof befand sich ursprünglich oberhalb der Germanuskirche. Heute befindet sich an dieser Stelle das Kriegerehrenmal. | Friedhof Lörrach-Brombach          |
| Friedhof Haagen                    | Lörrach-Haagen (Lage)    | 0,95       | 1856                | Ursprünglich war der Friedhof der Gemeinde um die Röttler Kirche.                                                                            |                                    |
| Friedhof Hauingen                  | Lörrach-Hauingen (Lage)  | 0,80       | 1832                | | weitere Bilder                     |
| Alter jüdischer Friedhof (Lörrach) | Lörrach-Ost (Lage)       | 0,23       | 1670                | Der Friedhof wurde bis 1902 belegt. | Alter jüdischer Friedhof (Lörrach) |
| Neuer jüdischer Friedhof (Lörrach) | Lörrach-Kernstadt (Lage) | 0,17       | 1902                | Der neue jüdische Friedhof ist Teil des Hauptfriedhofs Lörrach.                                                                              |                                    |